# Теорема Бёрча
Теорема Бёрча – это теорема, названная в честь британского математика Брайана Джона Бёрча. Теорема является утверждением о существовании и представимости нулей форм нечётной степени.

## Утверждение теоремы Бёрча
Пусть K алгебраическое числовое поле, k, l и n натуральные числа, {\displaystyle r_{1},\dots ,r_{k}} нечётные натуральные числа, а {\displaystyle f_{1},\dots ,f_{k}} однородные многочлены с коэффициентами из K степени {\displaystyle r_{1},\dots ,r_{k}} соответственно от n переменных. Тогда существует число {\displaystyle \psi (r_{1},\dots ,r_{k},l,K)}, такое что при
{\displaystyle n\geqslant \psi (r_{1},\ldots ,r_{k},l,K)}
существует l-мерное векторное подпространство V в Kn, такое что
{\displaystyle f_{1}(x)=\cdots =f_{k}(x)=0{\text{ для всех }}x\in V.}